# Старокубово
Старокубово (баш. Иҫке Ҡобау) — село в Иглинском районе Республики Башкортостан Российской Федерации. Входит в состав Чуваш-Кубовского сельсовета. Согласно переписи 2020 года население составляло 957 человек.

## География

### Географическое положение
Расстояние до:
- районного центра (Иглино): 7 км
- центра сельсовета (Чуваш-Кубово): 8 км
- ближайшей ж/д платформы (Чуваш-Кубово): 8 км.

## Население
| 2002 | 2009 | 2010 |
| ---- | ---- | ---- |
| 455  | ↗545 | ↗639 |

## Религия
В селе есть мечеть.